# Île San Cristóbal (Panama)
Pour les articles homonymes, voir Île San Cristóbal.
L'île San Cristóbal, en espagnol Isla  de San Cristóbal, est une île du Panama située dans la baie d'Almirante appartenant administrativement à la province de Bocas del Toro.

## Description
L'île est la plus centrale de l'archipel de Bocas del Toro. Elle abrite le peuple autochtone guaymí ou Ngäbe. Elle est très déboisée.